# I Sun-sin
I Sun-sin (* 28. travnja 1545. u Seoulu; † 16. prosinca 1598.; ponekad i  Yi Sun-sin) bio je korejski vojskovođa i admiral u 16. stoljeću. Vodio je korejsku mornaricu tijekom Imjin rata (1592-1598) i  dao odlučujuci doprinos vojnoj pobjedi i obrani Koreje.
Invazija Japanaca počela je u proljeću 1592. kada je u jugozapadnoj Koreji blizu grada Busana 700 brodova sa 160.000 vojnika pristiglo iz Japana s namjerom osvojiti u roku od 20 dana tadašnji glavni grad Hanseong. Daleko manja korejska flota Korejski pod vodstvom Yi Sun-sina s oko 100 brodova (uključujući i nekoliko brodova kornjača)  uspješno su se obranili od japanskih brodova i naveli im teške gubitke.

## Vanjske poveznice
- Hyeonchungsa Shrine Management Office
- Admiral Yi Sun-sin - A Korean Hero
- Biography of Admiral Yi Sun Shin
- Yi-Sunshin  Arhivirana inačica izvorne stranice od 6. siječnja 2010. (Wayback Machine)